# النسر المزدوج 1933
النسر المزدوج لعام 1933 هو عملة ذهبية أمريكية بقيمة 20 دولارًا. على الرغم من أن 445,500 عينة من عملة النسر المزدوج هذه التي صممها سانت جودنز سُكت عام 1933 في خضم الكساد الأعظم، لم تُداول أي منها رسميًا على الإطلاق، ونُفذ الأمر بإذابة جميع العملات باستثناء اثنتين. ومع ذلك، من المعروف أن 20 قطعة أخرى اُنقذت من الذوبان عن طريق سرقتها، ووجدت طريقها إلى أيدي هواة جمع التحف قبل استعادتها في وقت لاحق. دُمرت تسع من العملات المعدنية المستردة، مما يجعلها واحدة من أندر العملات المعدنية في العالم، لم يتبق منها سوى 13 عينة معروفة- واحدة فقط منها مملوكة للقطاع الخاص، وتُعرف باسم عينة فايتسمان. نظرًا لأن العملة لم تُصدر للجمهور مطلقًا، فمن غير القانوني امتلاك أي من عملات النسر المزدوجة لعام 1933 بشكل خاص، باستثناء عينة فايتسمان. ويُقال إن جهاز الخدمة السرية الأمريكي يقوم بالتحقيق في تقارير عن وجود عينات أخرى تظهر للعلن.
العملات المعدنية التي انقذت عمدًا موجودة في المجموعة الوطنية الأمريكية للعملات المعدنية، وهناك عشرة عملات أخرى محفوظة في مستودع السبائك الأمريكي في فورت نوكس، وبيعت العملة المعدنية المستردة المتبقية في عام 2002 لجامع خاص يدعى ستيوارت ويتزمان (الذي ظل مجهول الهوية في ذلك الوقت) مقابل 7.59 مليون دولار أمريكي (ما يعادل 12.2 مليون دولار أمريكي اعتبارًا من عام 2022) -ثاني أعلى سعر دُفع في مزاد لعملة أمريكية واحدة. بيعت العملة مرة أخرى لمشترٍ مجهول في مزاد في يونيو 2021 مقابل 18.9 مليون دولار أمريكي، مما يجعلها أغلى عملة يتم بيعها على الإطلاق.

## إنتاج
في عام 1933، ومحاولة لإنهاء الأزمة المصرفية العامة في ثلاثينيات القرن العشرين، أصدر الرئيس الأمريكي فرانكلين د. روزفلت الأمر التنفيذي رقم 6102، والذي تضمنت أحكامه ما يلي:
القسم 2. يُطلب من جميع الأشخاص بموجب هذا أن يسلموا، في 1 مايو 1933 أو قبله، إلى بنك الاحتياطي الفيدرالي أو فرعه أو وكالة منه أو إلى أي بنك عضو في نظام الاحتياطي الفيدرالي جميع العملات الذهبية وسبائك الذهب وشهادات الذهب الآن المملوكة لهم أو التي أصبحت ملكًا لهم في 28 أبريل 1933 أو قبله، باستثناء ما يلي:
(أ) الكمية اللازمة من الذهب للاستخدام المشروع والمعتاد في الصناعة أو المهنة أو الفن خلال فترة زمنية معقولة، بما في ذلك الذهب قبل تصفيته ومخزونات الذهب بكميات معقولة لتلبية الاحتياجات التجارية المعتادة لأصحاب التعدين وتنقية هذا الذهب. ذهب.
(ب) العملات الذهبية والشهادات الذهبية بمبلغ لا يتجاوز في مجمله 100.00 دولار مملوكة لأي شخص واحد؛ والعملات الذهبية لها قيمة خاصة لهواة جمع العملات النادرة وغير العادية.
(ج) العملات الذهبية والسبائك المخصصة أو المحتفظ بها كأمانة لحكومة أجنبية معترف بها أو بنك مركزي أجنبي أو بنك التسويات الدولية.

(د) العملات الذهبية والسبائك المرخص بها للمعاملات المناسبة الأخرى (التي لا تنطوي على اكتناز) بما في ذلك العملات الذهبية وسبائك الذهب المستوردة لإعادة التصدير أو المحتفظ بها في انتظار اتخاذ إجراءات بشأن طلبات ترخيص التصدير.
وفي عام 1934، أقر الكونغرس قانون الاحتياطي الذهبي، الذي حظر تداول العملات الذهبية الأمريكية وحيازتها من قبل القطاع الخاص للتداول العام، مع استثناء العملات الذهبية التي يجمعها هواة الجمع . أعلن هذا القانون أن العملات الذهبية لم تعد عملة قانونية في الولايات المتحدة، وكان على الناس تسليم عملاتهم الذهبية مقابل أشكال أخرى من العملات. سُكت عملات النسر الذهبية المزدوجة عام 1933 بعد هذا الأمر التنفيذي، ونظرًا لأنها لم تعد عملة قانونية، فقد صُهرت معظم العملات الذهبية لعام 1933 في أواخر عام 1934 و دُمر بعضها في الاختبارات. قُدمت اثنين من العملات المعدنية المزدوجة بقيمة 20 دولارًا من قبل دار سك العملة الأمريكية إلى المجموعة الوطنية للعملات المعدنية الأمريكية، وعَرض واحدة منها حاليًا في المتحف الوطني للتاريخ الأمريكي، في معرض قيمة المال.
من المفترض أن تكون هاتان العملتان المعدنيتان هما العملات المعدنية الوحيدة التي تَحمل شعار النسر المزدوج وصدرت عام 1933. مع ذلك، وبدون علم دار سك العملة، سُرقت عدد من العملات المعدنية(استردت20 قطعة حتى الآن)، ربما على يد أمين الصندوق في دار سَك العملة الأمريكية، ووجدت طريقها عن طريق صائغ فيلادلفيا إسرائيل سويت إلى أيدي هواة جمع العملات. ظلت العملات المعدنية مُتداولة بين هواة جمعها لعدة سنوات قبل أن يدرك جهاز الخدمة السرية وجودها. ولفت الأمر انتباه مسؤولي دار سك العملة عندما قام أحد المراسلين الاستقصائيين بالبحث في تأريخ العملات المعدنية التي اكتشفها في مزاد العملات القادم الذي أقامته شركة Stack's Bowers، واتصل بدار سك العُملة كجزء من بحثهُ. ونتيجةٌ لذلك، بدأت هيئة الخدمة السرية تحقيقاً رسمياً في المسألة في مارس/آذار 1944. قبل التحقيق، قام أحد التُجار في تكساس ببيع إحدى القطع النقدية إلى مُشترٍ أجنبي، وغادرت القطعة الولايات المتحدة في 29 فبراير/شباط 1944.
خلال العام الأول من التحقيق، ضُبطت سبع عُملات معدنية أو تسليمها طواعية إلى جهاز الخدمة السرية، ثم دُمرت في دار سك العملة؛ واستردت العملة المعدنية الثامنة في العام التالي ولاقت نفس المصير. وعام 1945، تمكنت التحقيقات من تحديد هوية اللص المزعوم وشريكه سويت، الذي اعترف ببيع العُملات التسعة (التي حُدد مكانها)، لكنه قال إنه لا يستطيع أن يتذكر كيف حصل عليها. حاولت وزارة العدل محاكمتهم، لكن قانون التقادم كان قد انقضى. عُثر على العملة التاسعة وتدميرها في عام 1952.
على النقيض من ذلك، صدرت عملة إلنسر 1933 قبل أمر السحب الذي أصدره روزفلت، لذا قد تكون مَملوكة قانونيًا لمواطنين عاديين. ومع ذلك، يُقدر أن عدد العملات النقدية لا يزيد عن 40، حيث صُهر الباقي منها، مما يجعلها نادرة للغاية.

## عينة فاروق

### 1944 التصدير والاختفاء اللاحق
حُصل على النسر المزدوج المفقود من قبل الملك فاروق ملك مصر، وكان جامعًا نهمًا للعديد من الأشياء، بما في ذلك بيض فابرجيه الإمبراطوري، وزجاجات الأسبرين العتيقة، ومثقلات الورق، وطوابع البريد- والعملات المعدنية، كان لديه مجموعة منها تزيد عن 8500. في عام 1944 اشترى فاروق عملة نسر مزدوجة من عام 1933، وامتثالاً صارماً للقانون، تقدم وزراؤه بطلب إلى وزارة الخزانة الأمريكية للحصول على ترخيص لتصدير العملة. بالخطأ، مُنح الترخيص قبل أيام قليلة من اكتشاف سرقة الدار. حاولت وزارة الخزانة الأمريكية العمل عبر القنوات الدبلوماسية لطلب إعادة العملة المعدنية من مصر، إلا أن الحرب العالمية الثانية أخرت جهودها لعدة سنوات. في عام 1952، عُزل الملك فاروق في انقلاب عسكري، وطُرحت العديد من ممتلكاته للبيع بالمزاد العلني (الذي يديره ستاكس باورز)- بما في ذلك عملة النسر المزدوج (1933 Saint-Gaudens Double Eagle. | Stacks Bowers). وطلبت الحكومة الأميركية إعادة العملة، وأعلنت الحكومة المصرية أنها ستلتزم بهذا الطلب. لكن العملة اختفت ولم تظهر مرة أخرى في مصر.

### عودة الظهور عام 1996
ظهر النسر المزدوج مرةٌ أخرى عام 1996بعد أكثر من 40 عامًا من الغموض، عندما ألقي القبض على تاجر العملات البريطاني ستيفن فينتون من قِبل عُملاء جهاز الخدمة السرية الأمريكي أثناء عملية سرية في فندق والدورف أستوريا في نيويورك. وعلى الرغم من أنهُ أخبر المحققين في البداية أنه اشترى العملة المعدنية عبر المنضدة في متجره، إلا أنه غير روايته فيما بعد. وأصر تحت القسم على إن النسر المزدوج جاء من مجموعة الملك فاروق، رغم أنه لم يتحقق من ذلك. اُسقطت التُهم الجنائية الموجهة إلى فينتون في وقتٍ لاحق، دافع عن ملكيتهُ للعملة المعدنية في المحكمة المدنية. سُويت القضية المدنية عام 2001 عندما اتفق على أن ملكية النسر المزدوج سَتعود إلى حكومة الولايات المتحدة، ومن ثم يمكن بيع العملة بشكل قانوني في المزاد العلني إلى المالك الخاص الذي يدفع أعلى سعر. أصدرت وزارة الخزانة الأمريكية وثيقة فريدة من نوعها "لإصدار ونقد" العملة المعدنية، مما يجعلها عملة ذهبية قانونية في الولايات المتحدة.
عندما استولوا على العملة المعدنية، نُقلت إلى مكان احتجاز يُعتقد أنه آمن: خزائن مركز التجارة العالمي. وتوصلوا إلى تسوية في المحكمة في يوليو/تموز 2001، أي قبل شهرين فقط من تدمير مركز التجارة العالمي، نُقلت العملة المعدنية إلى فورت نوكس للحفظ.

### بيع 2002
في 30 يوليو/تموز 2002، بيع النسر المزدوج لعام 1933 إلى مزايد مجهول في مزاد Stacks Bowers الذي أقيم في نيويورك مقابل 6.6 مليون دولار، بالإضافة إلى علاوة المشتري بنسبة 15 في المائة، و20 دولارًا إضافيًا مطلوبة "لتحويل" القيمة الاسمية للعملة إلى عملة قانونية. وبذلك وصل سعر البيع النهائي إلى 7,590,020.00 دولار، وهو ما يقرب من ضعف الرقم القياسي السابق لعملة معدنية. ومن المقرر تسليم نصف سعر العرض إلى خزانة الولايات المتحدة، بالإضافة إلى 20 دولارًا لاستثمار العملة المعدنية، بينما كان ستيفن فينتون يستحق النصف الآخر. استغرق المزاد أقل من تسع دقائق.

### بيع 2021
ظل المشتري لعام 2002 مجهول الهوية لمدة عقدين تقريبًا، حتى مارس/آذار2021، عندما كُشف في مقال في صحيفة نيويورك تايمز عن أنه جامع التحف ستيوارت فايتسمان. وتزامن قرار وايتزمان بالكشف عن نفسه باعتباره مالك العملة منذ عام 2002 مع قراره ببيعها في مزاد سوثبي المقرر في يونيو/حزيران2021. صُنفت العملة المعدنية باعتبارها القطعة الأولى في مزاد سوثبي في 8 يونيو/حزيران 2021، وتم بيعها في ذلك اليوم مقابل 18,872,250 دولارًا.

## اكتشاف عشرة عملات معدنية أخرى
في أغسطس/آب 2005، أعلنت دار سك العُملة الأمريكية عن استعادة عشرة عملات ذهبية إضافية مسروقة من عام 1933 تحمل علامة النسر المزدوج من عائلة صائغ فيلادلفيا إسرائيل سويت، تاجر العُملات غير المشروع الذي حددته الخدمة السرية كطرف في السرقة والذي اعترف ببيع أول تسعة نسور مزدوجة استردت قبل نصف قرن من الزمان. في سبتمبر/أيلول 2004، قام المالك المفترض للعملات المعدنية، جوان سويت لانجبورد، بتسليم العملات المعدنية العشر طواعية إلى جهاز الخدمة السرية. في يوليو/تموز 2005، تحقق من صحة العملات المعدنية من قبل دار سك العُملة الأمريكية بعد العمل مع مؤسسة سميثسونيان، باعتبارها نسورًا مزدوجة أصلية تعود إلى عام 1933.
وِفقًا لروايات مُختلفة، كان لدى إسرائيل سويت العديد من الاتصالات والأصدقاء داخل دار سك النقود في فيلادلفيا، ويُقال إنهُ كان لديه إمكانية الوصول إلى العديد من نقاط عملية سك النقود. ويشير مصدر ثانوي إلى أن جِهاز الخدمة السرية اكتشف إن رجلاً واحداً فقط، جورج ماكان، لديهِ إمكانية الوصول إلى العُملات المعدنية في ذلك الوقت، وقضى فترة في السجن بتهمة اختِلاس مُماثل في عام 1940. ربما حصل سويت على النسور المزدوجة المسروقة عام 1933 من خلال علاقة مع أمين الصندوق الرئيسي للدار. هُناك نظرية مفادها أن ماكان قام بتبديل النسور المزدوجة من العام السابق بعينات عام 1933 قبل الذوبان، وبالتالي تجنب المساس بدفاتر المحاسبة وقوائم المخزون.
طرح خُبراء العُملات في عالم العملات حِجة مفادها إن سويت ربما حصل بشكل قانوني على العُملات المعدنية لعام 1933 عندما كان يستبدل السبائك الذهبية بالعُملات المعدنية. على الرغم من إن سجلات دار السك تُظهر بوضوح أنهُ لم يُصدر أي نسور مزدوجة لعام 1933، إلا أنهُ كان هناك ثلاثة أسابيع في مارس/آذار 1933كان من الممكن الحصول على نسور مزدوجة جديدة بشكل قانوني. بدأت دار سك العملة في ضرب النسور المزدوجة في 15 مارس/آذار، ولم ينتهي الأمر التنفيذي الذي أصدره روزفلت بحظرها حتى 5 أبريل. في 6 مارس/آذار 1933، أمر وزير الخزانة مدير دار سك العملة بدفع الذهب فقط بموجب ترخيص صادر عن الوزير، ولا تعكس البيانات اليومية لأمين صندوق دار سك العملة الأمريكية أنهُ دفع أي نسور مزدوجة لعام 1933.
حتى أوائل سبعينيات القرن العشرين (عندما أخرج الرئيس نيكسون الولايات المتحدة من معيار الذهب ووقع الرئيس فورد على تشريع جعل من القانوني مرة أخرى للعامة امتلاك سبائك الذهب)، كان أي نسر مزدوج من عام 1933 يسترد، كسبائك ذهب، مطلوبًا أن يُصهر. لذلك، في حين صُهرت النسور المزدوجة التي استعيدت قبل عام 1974، فإن أي نسر مزدوج استعيد الآن يمكن تجنيبه هذا المصير. حاليًا، باستثناء العُملة التي بيعت في 30 يوليو/تموز 2002، لا يمكن أن تكون عُملات النسر المزدوج لعام 1933 مُلكية قانونية لأي فرد من أفراد الجمهور، حيث لم تُصدر مطلقًا وبالتالي تظل ملكًا لحكومة الولايات المتحدة.
في 28 أكتوبر/تشرين الأول 2010، أصدر قاضي المحكمة الجزئية الأمريكية ليجروم دي ديفيس قرارًا مكونًا من 20 صفحة بشأن مطالبات أحفاد إسرائيل سويت بالعملات المعدنية، مما أدى إلى محاكمة في يوليو/تموز 2011. في 20 يوليو/تموز 2011، وبعد محاكمة استمرت عشرة أيام، أصدرت هيئة المحلفين حكماً بالإجماع لصالح حكومة الولايات المتحدة فيما يتصل بملكية النسور المزدوجة العشرة الإضافية. وخلصت المحكمة إلى أن الأدلة الظرفية أثبتت إن إسرائيل سويت حصل بشكل غير قانوني على العُملات المعدنية من حكومة الولايات المتحدة وأنها لا تزال بالتالي ملكية حكومية. وقد تأكد القرار في 29 أغسطس/آب 2012، وخطط المدعون للاستئناف.
خُزنت النسور المزدوجة العشرة في مستودع السبائك في فورت نوكس. وعرضهم على هيئة المحلفين في فيلادلفيا أثناء المحاكمة التي جرت في يوليو/تموز 2011، أعيدوا إلى فورت نوكس، كان من المقرر أن يبقوا هناك حتى اتخاذ قرار بشأن تصرفهم. في أبريل 2015، أمرت محكمة الاستئناف الفيدرالية في الولايات المتحدة بإعادة العُملات المعدنية إلى عائلة لانجبورد لأن عملية مصادرة الأصول الأصلية تمت بشكل غير صحيح، حيث فشلت الحكومة في تَقديم شكوى قضائية مدنية لمصادرة الأصول في غضون 90 يومًا من مطالبة الأسرة بمصادرة الأصول. وفي 28 يوليو/تموز 2015، ألغي هذا الأمر، وفي أكتوبر/تشرين الأول 2015، عقدت جلسة بكامل هيئتها بحضور 13 قاضياً من محكمة الاستئناف بالدائرة الثالثة، استمعوا إلى المرافعات الشفوية في الاستئناف الجاري. في 1 أغسطس/آب 2016، ألغى القضاة الحكم السابق، ووجدوا إن العُملات المعدنية هي ملك للحكومة الأمريكية. استأنفت عائلة لانجبورد الحكم أمام المحكمة العليا الأمريكية، والتي رفضت في 17 أبريل 2017 طلب إصدار أمر قضائي.
تم رؤية النسور المزدوجة لعام 1933 من قِبل وزير الخزانة الأمريكي ستيفن منوشين وزعيم الأغلبية في مجلس الشيوخ ميتش ماكونيل خلال زيارتهما في21 أغسطس/آب 2017 إلى مستودع السبائك الأمريكية في فورت نوكس. تُشير وثيقة قانون حرية المعلومات التي صدرت بعد زيارتهم إلى العملات المعدنية باعتبارها "عشرة (10) عُملات ذهبية من طراز 1933 Double Eagle أُعيدت مؤخرًا إلى حراسة دار السك".

## الملاحظات والمراجع
1. 1 2  "1933 Double Eagle coin on display at Goldsmiths' Hall". BBC News (بالإنجليزية البريطانية). 2 Mar 2012. Archived from the original on 2024-12-26. Retrieved 2023-11-07.
2. 1 2  "The One That Got Away: In June, the Only 1933 Double Eagle That Can Be Owned Will Be Sold | NGC". www.ngccoin.com. اطلع عليه بتاريخ 2022-12-11.
3. 1 2  Barron, James (10 Mar 2021). "He Owns World Famous Stamps and a Prized Coin. Now He's Selling". The New York Times (بالإنجليزية الأمريكية). ISSN:0362-4331. Archived from the original on 2023-08-21. Retrieved 2021-03-10.
4. ↑  "$7,590,000 in 2002 → 2022 | Inflation Calculator". www.in2013dollars.com.
5. ↑  "$10,016,875 in 2013 → 2022 | Inflation Calculator". www.in2013dollars.com.
6. ↑  "Stack's Bowers Galleries Sets World Record With Sale Of 1794 Silver Dollar For $10,016,875". PR Newswire (Press release). مؤرشف من الأصل في 2024-10-03. اطلع عليه بتاريخ 2020-06-01.
7. ↑  "The 1933 Double Eagle". Sotheby's.
8. ↑  Holland, Oscar (9 Jun 2021). "Rare 'Double Eagle' gold coin sells for a record $18.9M". سي إن إن (بالإنجليزية). Retrieved 2023-10-10.
9. ↑  "The Value of Money". National Museum of American History (بالإنجليزية). 13 May 2014. Retrieved 2023-03-03.
10. ↑  "PCGS CoinFacts: Your Digital Encyclopedia of U.S. Coins". PCGS.
11. ↑  "1933 Saint-Gaudens Double Eagle". Stacks Bowers (بالإنجليزية). Retrieved 2021-05-25.
12. ↑  Donovan، Karen (26 ديسمبر 2006). "Buried Treasure". Trusts & Estates. مؤرشف من الأصل في 2012-03-17. اطلع عليه بتاريخ 2011-01-26.
13. ↑  Collins، Glenn (31 يوليو 2002). "$20 coin fetches $7.6 million at auction". Chicago Tribune. مؤرشف من الأصل في 2023-10-26. اطلع عليه بتاريخ 2020-05-14.
14. ↑  Barron, James (10 Mar 2021). "He Owns World Famous Stamps and a Prized Coin. Now He's Selling". The New York Times (بالإنجليزية الأمريكية). ISSN:0362-4331. Archived from the original on 2023-08-21. Retrieved 2021-03-10.
15. ↑  "The 1933 Double Eagle". Sotheby's. 8 يونيو 2021. اطلع عليه بتاريخ 2021-06-08.
16. 1 2  "United States Mint Recovers 10 Famed Double Eagles" (Press release). United States Mint. أغسطس 11, 2005. مؤرشف من الأصل في مارس 22, 2017. اطلع عليه بتاريخ يوليو 23, 2011.
17. 1 2 3  "Double Eagle Trouble", نسخة محفوظة 2012-02-25 على موقع واي باك مشين. ANS Magazine, 2002
18. ↑  "The Bulletin for August 2009" (PDF). North York Coin Club. أغسطس 2009. مؤرشف من الأصل (PDF) في 2022-01-19. اطلع عليه بتاريخ 2017-07-17.
19. ↑  "The United States Mint Press Release", نسخة محفوظة 2011-10-30 على موقع واي باك مشين. US Mint
20. ↑  "Trial Likely for Langbord 1933s" نسخة محفوظة 2010-11-19 على موقع واي باك مشين., numismaster.com
21. ↑  Loftus، Peter (21 يوليو 2011). "Family Loses Coins Worth Millions in Dispute With U.S." Wall Street Journal. مؤرشف من الأصل في 2024-12-28. اطلع عليه بتاريخ 2011-07-23.
22. ↑  Loftus، Peter (6 سبتمبر 2012). "Rare Gold Coins Belong to Mint, Judge Decides". Wall Street Journal. مؤرشف من الأصل في 2023-10-26. اطلع عليه بتاريخ 2012-09-07.
23. ↑  Roach، Steve (يوليو 21, 2011). "1933 double eagle trial: At long last, a conclusion". Coin World. مؤرشف من الأصل في سبتمبر 25, 2011. اطلع عليه بتاريخ يوليو 23, 2011.
24. ↑  Ashby Jones (17 أبريل 2015). "Court Orders U.S. Mint to Return Famed Coins to Family". Wall Street Journal. اطلع عليه بتاريخ 2015-04-20.
25. ↑  Hardiman، Thomas. "Decision in Langbord v. US Treasury, 3rd Circuit Court of Appeals". اطلع عليه بتاريخ 2016-11-20.
26. ↑  Guarino، Ben (2 أغسطس 2016). "'A high-stakes dispute over ten pieces of gold': Court reclaims priceless Double Eagle coins for U.S. government". washingtonpost.com. مؤرشف من الأصل في 2024-03-31.
27. ↑  "Knox production" (PDF). cdn.cnn.com. اطلع عليه بتاريخ 2023-04-15.

## وثائقي
- البحث عن النسر المزدوج ، النسخة الفرنسية: A la recherche de la pièce perdue ، إنتاج لورا جونز (Fulcrum TV)، إخراج تيلمان ريمي، 53 دقيقة، 2010

## قراءة إضافية
- أليسون فرانكل، النسر المزدوج: القصة الملحمية للعملة الأكثر قيمة في العالم . نيويورك: نورتون، 2006(ردمك 0-393-05949-9)
- ديفيد تريب، العطاء غير المشروع: الذهب والجشع ولغز النسر المزدوج المفقود عام 1933 . نيويورك: فري برس، 2004(ردمك 0-7432-4574-1)
- بريان كريستي، "لعنة النسر المزدوج" ، بلاي بوي ، أبريل 2004
- ليندا فيرستاين ، The Kills (قصة خيالية مبنية على عملة "النسر المزدوج" المملوكة للملك فاروق). ليتل براون، 2004(ردمك 978-0-7515-4284-4)
- جيمس توينينج ، النسر المزدوج ، رواية تحقيق تتضمن مكتب التحقيقات الفيدرالي ، ووزارة الخزانة الأمريكية ، وفورت نوكس ، وما إلى ذلك.

## روابط خارجية
- النسر المزدوج: تاريخ العملة الذهبية الأمريكية فئة 20 دولارًا 1849-1933
- تريب، ديفيد، "القصة: الفاكهة المحرمة للعملات المعدنية: النسر المزدوج الرائع لعام 1933" (تم أرشفته من الأصل في archive.org)، دار سك العملة الأمريكية

قالب:Augustus Saint-Gaudensقالب:Coinage (United States)